# 对象 (计算机科学)
在計算機科學中，是一個記憶體位址，其中擁有值，這個位址可能有標識符指向此處。物件可以是一個變數，一個資料結構，或是一個函式。是面向对象（Object Oriented）中的术语，既表示客观世界命名空间（Namespace）中的某个具体的事物，又表示软件系统解空间中的基本元素。
在软件系统中，对象具有唯一的标识符，对象包括属性（Properties）和方法（Methods），属性就是需要记忆的信息，方法就是对象能够提供的服务。在面向对象（Object Oriented）的软件中，对象（Object）是某一个类（Class）的实例（Instance）。